# Irdische Verse
Irdische Verse (persisch آیه‌های زمینی Ayeh haye zamini) ist ein iranischer Episodenfilm von Ali Asgari und Alireza Khatami, der im Jahr 2024 veröffentlicht wurde. Es handelt sich um eine Satire.
Der Originaltitel des Films ist eine Hommage an das gleichnamige Gedicht von Forugh Farrochzad, das eine wichtige Inspirationsquelle für die beiden Regisseure war.

## Handlung
Iranerinnen und Iraner versuchen, ihre Rechte im System ihres Landes durchzusetzen, sei es in der Verwaltung oder in der Schule, im Arbeitsverhältnis oder in alltäglichen Dingen. Anhand von neun Geschichten, die in Teheran spielen, wird das erdrückende Gewicht von Politik und Religion im Dienste einer willkürlichen Macht aufgedeckt und angeprangert.
Die Episoden sind alle so aufgebaut, dass man nur die Person sieht, die die Autoritätsperson besucht. Die letztgenannten hört man nur.
Die Geschichten:
- David: Ein Mann kommt auf das Standesamt, um die Geburt seines Sohnes zu melden und ihn David zu nennen. Der Beamte verbietet ihm diesen „ausländischen“ Namen und schlägt andere, eher angemessene, Namen vor.
- Selena: Selena braucht Kleidung für den Schulanfang. Selena möchte es farbenfroh; die Verkäuferin drängt ihr ein klassisches, farbloses Outfit auf, um den Schulregeln zu entsprechen. Selenas Mutter versucht zu vermitteln.
- Aram: Aram ist eine Schülerin, die von der Direktorin vorgeladen wurde, weil ein Hausmeister, der schlecht sieht, sie angeblich mit einem Jungen auf dem Motorrad gesehen habe. Auch das Färben ihrer Haare wird ihr vorgeworfen. Erst als Aram erwähnt, einen Film auf dem Handy zu haben, der die Direktorin mit einem Mann zeigt, wird sie entlassen.
- Sadaf: Sadaf wird beschuldigt, in ihrem Auto den Hijab nicht getragen zu haben. Als Beweis soll ein undeutliches Foto einer Überwachungskamera dienen, das eine ganze Weile nicht heruntergeladen werden kann.
- Faezeh: Faezeh, eine etwa 30-jährige Frau, wird bei einem Vorstellungsgespräch von dem Firmenchef sexuell belästigt und beschimpft, als sie nicht darauf eingeht.
- Farbod: Farbod will seinen Führerschein abholen und wird von dem Beamten gedemütigt, weil Farbod tätowiert ist. Farbod muss seinen Oberkörper nackt ausziehen. Immer wieder wird ihm vorgehalten, "nicht normal" zu sein.
- Siamak: Siamak ist ein arbeitsloser Mann, der Socken auf der Straße verkauft. Beim Vorstellungsgespräch wird er gedemütigt, indem man ihm das Vorführen religiöser Praktiken und das Aufsagen von religiösen Texten abverlangt.
- Ali: Ali ist ein Regisseur, der seit zwei Jahren auf eine Drehgenehmigung wartet. Der Beamte zwingt Ali dazu, fast alle relevanten Szenen aus dem Film zu entfernen. Ali kommt dem nach, indem er die Seiten herausreißt.
- Mehri: Mehri ist eine ältere Frau, die auf der Polizeiwache nach ihrem Hund sucht. Der Hund war von Polizeibeamten beschlagnahmt worden. Der Beamte wimmelt sie zunächst ab, macht aber zuletzt mit ihr aus, ihr heimlich einen anderen beschlagnahmten Hund zu geben, bevor dieser um 12 Uhr "abgeholt" wird.
- Alter Mann: Ein alter Mann sitzt stumm vor einem Panoramafenster an seinem Schreibtisch. Im Hintergrund beginnt Teheran in einem gewaltigen Erdbeben unterzugehen.

## Produktion und Veröffentlichung
Asgari und Khatami erarbeiteten gemeinsam das Drehbuch, hatten aber Schwierigkeiten, einen Produzenten zu finden und produzierten den Film schließlich mit finanzieller Unterstützung von Freunden auf eigene Kosten. Der Film wurde dann innerhalb von sieben Tagen gedreht.
Premiere des Films war am 23. Mai 2023 in Cannes, danach wurde er am  4. Oktober 2023 am BFI Film Festival in London, am  19. Oktober 2023 in den USA während des Chicago International Film Festivals und auf weiteren internationalen Filmfestivals gezeigt. Kinostart in Deutschland war der 11. April 2024.

## Rezeption

### Auszeichnungen
Der Film erhielt insgesamt 9 Filmpreise und weitere 9 Nominierungen.
- Internationale Filmfestspiele von Cannes 2023 Un Certain Regard

### Kritiken
Der Film wurde positiv besprochen. Bei Rotten Tomatoes erreichte er eine Wertung von 96 % auf der Grundlage von 24 Filmkritiken.
Manfred Riepe von epd-Film bezeichnet es als filmische Meisterleistung, die Zweideutigkeit (Riepe erwähnt hier ausdrücklich Salman Rushdies satanische Verse als Bezugspunkt des Filmtitels) der religiösen Unterwerfung in einem so kurzen Film deutlich zu machen.
Auch Viktoria Oppenhoff lobt den Film in Artechock; er sei über die Zustände im Iran hinaus „ein ergreifendes Plädoyer für Freiheit, Individualität und für die Privatsphäre jedes Menschen“.
Bert Rebhandl vermerkt in der FAZ lobend, dass die Form des Films auf das spezifische einer unfreien Gesellschaft verweise, in der Regeln zwar dogmatisch, aber in ihrer Anwendung willkürlich sind.
Andreas Krieger vom Bayerischen Rundfunk bezeichnet Irdische Verse als humorvollen Film über die Absurditäten des iranischen Alltags und „ein mutiges Zeugnis über den Unrechtsstaat Iran – und den alltäglichen Widerstand gegen ihn“.

### Rezeption im Iran
Nach seiner Rückkehr aus Cannes wurde Asgaris Pass von den Behörden eingezogen, um eine weitere Teilnahme des Regisseurs an internationalen Filmfestivals zu verhindern. Außerdem wurde ihm eine Inhaftierung angedroht, wie schon früher mit iranischen Regisseuren verfahren wurde.